# 玛丽·诺兰
玛丽·诺兰（Mary Nolan；1902年12月18日—1948年10月31日），原名玛丽亚姆·伊莫金·罗伯特森（Mariam Imogene Robertson），是一名美国电影演员、歌手和舞者。她在1920年代作为齐格菲女郎开启职业生涯，艺名伊莫金·“泡泡”·威尔森（Imogene "Bubbles" Wilson），1924年因与喜剧演员弗兰克·廷尼发生婚外情而被齐格菲歌舞团解雇。此后不久，她离开美国开始在德国拍摄电影。1925年到1927年，她以艺名“伊莫金·罗伯特森”出演了17部德国电影。
1927年回到美国后，她试图摆脱之前丑闻，取了新艺名玛丽·诺兰，但到1930年代因吸毒和坏脾气而走上下坡路。余生只出演了一些独立制片厂的低成本电影。1933年，她最后一次出演电影。
在她的电影生涯结束后，诺兰靠歌舞杂耍表演为生，并在美国各地的夜总会和酒吧演出。她晚年仍受毒品和健康问题所困扰。1939年，她回到好莱坞，在那里默默无闻地度过了余生。1948年，诺兰死于巴比妥类药物过量，享年45岁。

## 早年
玛丽亚姆·罗伯特森于1902年12月18日出生于肯塔基州路易斯维尔（一些资料显示为1905年）的一个犹太家庭，是阿菲利加努斯（Africanus）和维奥拉·罗伯特森（Viola Robertson）的五个孩子之一。她的母亲46岁时死于癌症。由于无法照顾五个年幼的孩子，其父将她送给孤儿院。1912年6月，她离开孤儿院，前往纽约市探望她的大姐梅布尔（Mabel），后成为杂志插画家亚瑟·威廉·布朗的模特。

## 职业

### 舞台生涯
在做模特时，诺兰被弗洛伦茨·齐格菲尔德发掘，到后者的齐格菲歌舞团跳舞，并取了她的第一个艺名伊莫金·“泡泡”·威尔森（Imogene "Bubbles" Wilson）。她很快成名，专栏作家马克·海灵格在1922年表示：“在美国，只有两个人会把纽约的所有记者吸引到码头去给其送行。一个是总统。另一个是伊莫金·“泡泡”·威尔森。” 

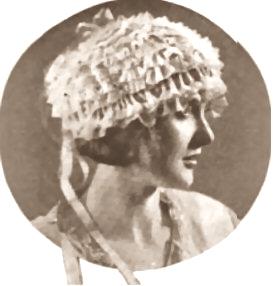
1922年《The Delineator》杂志上的诺兰

在歌舞团工作时，诺兰与黑脸演员弗兰克·廷尼发生感情。廷尼已婚并有幼子，喜欢酗酒，据报道还曾对诺兰实施身体虐待。1924年5月24日，廷尼在诺兰的公寓发现她和一名男记者在一起时，和诺兰爆发肢体冲突。之后，诺兰一度企图自杀。5月28日，她在纽约市法院对廷尼做出指控，次日廷尼在长岛的家中被捕。1924年6月，此案提交大陪审团审理，但陪审团拒绝以殴打罪名起诉廷尼。之后，廷尼声称整个事情是诺兰炮制的宣传噱头。
听证会结束后，廷尼决定离开纽约前往英格兰表演。1924年8月6日，诺兰与廷尼私会，最终目送他离开，并哭着表示她对廷尼还有感情。诺兰含泪告别廷尼的事情被媒体报道，这促使不喜欢负面宣传的齐格菲尔德在当天晚些时候解雇了诺兰。齐格菲尔德说，诺兰曾承诺结束与廷尼的关系，说：“她违背了她的诺言，我解雇她是因为她声名狼藉且也需防止这影响我其他演员的精神面貌。”
1924年9月20日，诺兰启航前往法国，她计划在那里进行杂耍表演。10月，她前往伦敦，与弗兰克·廷尼重聚。到1924年12月，廷尼继续酗酒并再次开始对她家暴。1925年初，诺兰终于结束了恋情，然后前往德国，在接下来的两年里从事电影工作。

### 德国电影
在德国期间，诺兰以伊莫金·罗伯特森（Imogene Robertson）的艺名演出。她的第一部德国电影是1925年上映的《Verborgene Gluten》 。那年晚些时候，她又出演了乌发电影公司的《Die Feuertänzerin》。她的电影表演受到好评，电影公司开始向她提供每周1,500美元的合同。1925年至1927年，诺兰在德国的事业稳步上升，还收到了好莱坞制片人的邀请。她起初没有接受这些邀请，但在约瑟夫·M·申克向她提供了联艺的合同后，她终于心动并于1927年1月回到美国。

### 好莱坞岁月

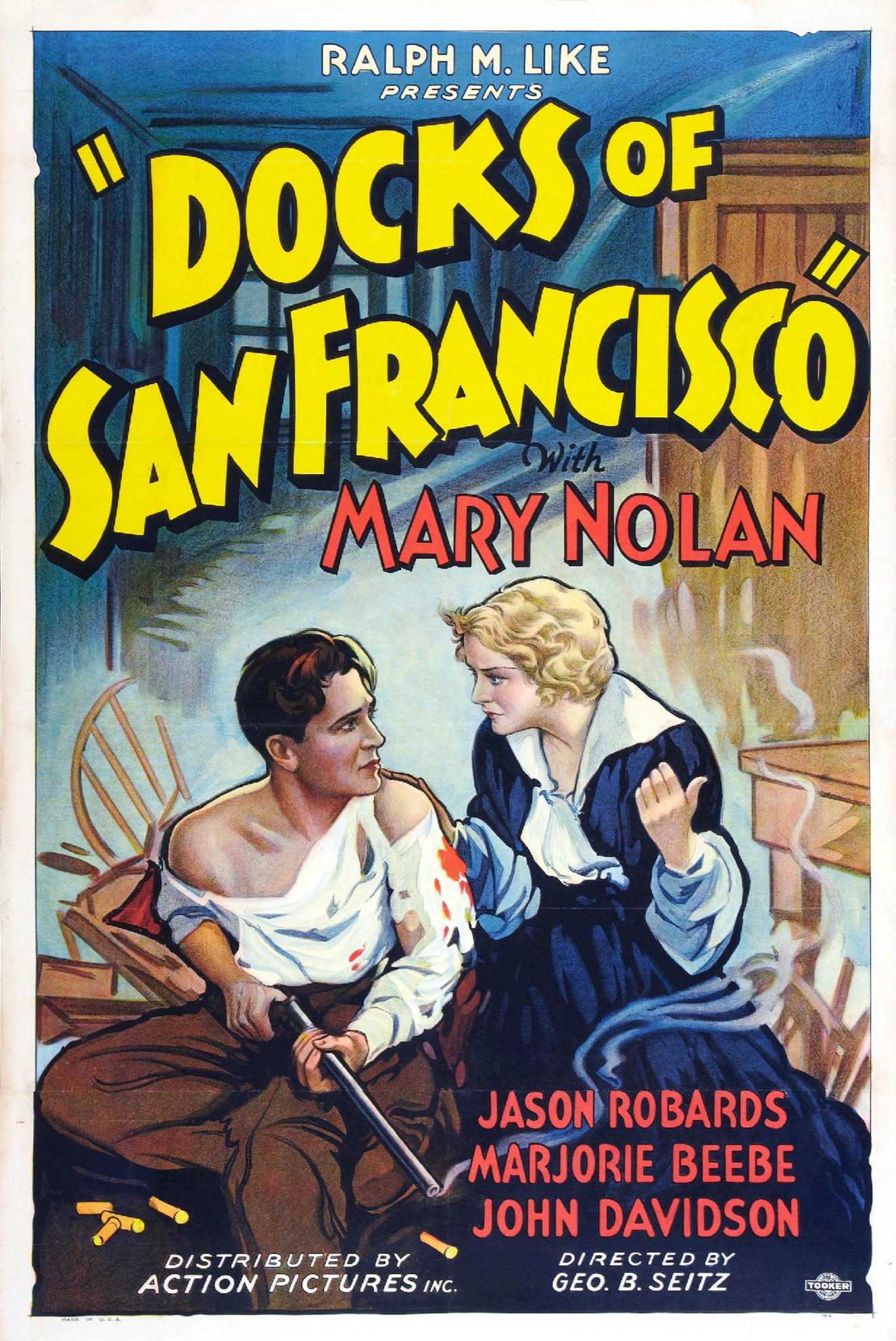
《旧金山码头》电影海报（1932年）

诺兰回到美国之事得到媒体报道，并遭到几个妇女团体抵制，而威尔·H·海斯也表示不看好她。为了她的过去带来的麻烦，联艺建议她将自己的艺名改为玛丽·诺兰。她在与联艺合同期间参演了两部电影，一部是《Topsy and Eva》（1927）中的一个无名角色和《Sorrell and Son》（1927）的配角。
1927年8月，她离开联艺，与环球影业签约。她为该公司拍摄的第一部电影是《Good Morning, Judge》，并获得了好评。1928年，她被租借到米高梅拍摄《West of Zanzibar》。这部电影很受欢迎，诺兰也再次获得了好评。次年，她又被租借到米高梅拍摄《Desert Nights》，并获得成功。
1927年与环球签约后不久，诺兰开始与另一位已婚男性、米高梅的高官埃迪·曼尼克斯发生关系。曼尼克斯利用他的影响力为诺兰提供了不少帮助，但1929年《Desert Nights》上映后不久，曼尼克斯突然宣布分手。这激怒了诺兰，威胁要将婚外情告诉曼尼克斯的妻子。曼尼克斯大怒，将她打昏。诺兰住院六个月，进行了15次手术来治疗曼尼克斯对她腹部造成的创伤。在住院期间，诺兰被开了吗啡，最终成瘾，她的事业也开始走上下坡路。
1930年，她被开除出《What Men Want》剧组。诺兰得知她是唯一没有获得特写镜头的演员，便与导演恩斯特·莱姆勒发生了争执，因此遭到解雇。由于吸毒和坏脾气，诺兰之后没能在任何大制片厂找到工作，余生只能出演一些穷人巷制片厂低成本电影的配角。她的最后一部电影是1933年的《File 113》。

## 个人生活
诺兰结过一次婚，没有孩子。她于1931年3月29日与股票经纪人华莱士·T·麦克雷里（Wallace T. McCreary）结婚。婚前一周，麦克雷里因不良投资而损失了300万美元。两人用他剩余的钱在比佛利山庄开了一家服装店，但过了几个月内就倒闭了，诺兰于1931年8月申请破产。1932年7月，诺兰与麦克雷里离婚。
诺兰曾犯下多起罪行。1931年2月，诺兰的房东指控她偷了一块价值200美元的地毯，地毯后来出现在一位医生家中，该医生声称诺兰用它抵了医疗费。1931年12月，诺兰和丈夫因未能支付其服装店13名员工的工资而遭到指控，并被捕。1932年3月，两人被判处30天监禁。

## 晚年
1935年7月，诺兰对她的前情人埃迪·曼尼克斯提起诉讼，再次登上新闻。诺兰声称两人从1927年到1931年一起住在洛杉矶的大使酒店（曼尼克斯当时已婚），曼尼克斯经常殴打她，并利用他的影响力毁了她的事业。诺兰还说，她曾有一次因被打而住院接受了20次手术。她索赔50万美元，埃迪·曼尼克斯和米高梅的宣传主管霍华德·斯特里克林公开否认了诺兰的说法，称这起诉讼只是一场博取名声的闹剧。然而，诺兰的朋友们支持她，说两人在一起时，诺兰堕了三次胎，并由曼尼克斯支付费用。而且，由于曼尼克斯的虐待，她曾在片场被人看到有黑眼圈和瘀伤。根据曼尼克斯的传记作者 E·J·弗莱明的说法，曼尼克斯被诉讼给他带来的负面新闻激怒，并着手开始诋毁诺兰。斯特里克林和米高梅的宣传部门向媒体泄露了有关诺兰性生活和堕胎的负面消息。弗莱明说，诺兰后来放弃了诉讼，离开了洛杉矶，因为曼尼克斯派了一名私人侦探到诺兰的家中，告诉她如果她不放弃诉讼，她将因持有吗啡而被捕。
离开洛杉矶后，诺兰曾靠杂耍演出谋生，还在曾美国各地的夜总会和酒吧献唱。1937年3月，她因未能支付拖欠4年的405.87美元服装账单而在纽约市被判入狱。在她被捕时，她住在离时代广场不远的廉价公寓里。入狱后，她又被转移到贝尔维尤医院的精神科病房。获释后诺兰告诉记者，她被送往贝尔维尤是因为她被捕后产生严重的神经紧张，需要住院治疗。
她重返夜总会表演。1937年7月，美国演员基金会将她送到纽约阿米蒂维尔的布伦瑞克之家（Brunswick Home）接受精神病治疗。10月，她因服用镇静剂过量又从那里搬出，住院一年。1939年出院后，她回到好莱坞并改名为玛丽·威尔逊。1941年，她将自己的生平故事卖给了《美国周刊》连载。1948 年春天，她因营养不良住院，曾接受胆囊疾病的治疗。在她去世前不久，在作家约翰·普雷斯顿的帮助下，她开始写回忆录，名为《昨天的女孩》（Yesterday's Girl）。

## 去世
1948年10月31日，诺兰被发现死于好莱坞的公寓中，享年45岁。尸检表示她死于速可眠服用过量，将她的死定性为“意外或自杀”。她的葬礼于11月4日在好莱坞举行，后安葬在好莱坞永恒公墓。